# John Henry Johnson
John Henry Johnson (24 de noviembre de 1929 - 3 de junio de 2011) fue un jugador de fútbol americano. 
Johnson jugó de forma profesional de 1954 hasta 1965 para los equipos San Francisco 49ers, Detroit Lions y Pittsburgh Steelers, como fullback en la National Football League.  También jugó una temporada con los Calgary Stampeders de la Canadian Football League en 1953 y con los Houston Oilers de la American Football League en 1966. Al momento de retirarse, era el 4ª mejor corredor de la historia de la liga.  En 1987 fue elegido para el Salón de la Fama del Fútbol Americano Profesional.
Jugó a nivel universitario en los equipos de Saint Mary's College y Arizona State. 
Hasta 2008, aún es el cuarto mejor corredor en la historia de los Steelers, solo detrás de Franco Harris, Jerome Bettis y Willie Parker.
Johnson, miembro del famoso "Million Dollar Backfield" de los 49ers a mediados de la década de 1950, falleció en Tracy, California el viernes 3 de junio de 2011 a los 81 años de edad.